# Dasytropis
Dasytropis, monotipični biljni rod iz porodice primogovki smješten u tribus Justicieae, dio potporodice Acanthoideae. Jedina vrsta je kubanski (Sierra de Nipe) endem D. fragilis. Opisan je u Repertorium Specierum Novarum Regni Vegetabilis 20: 310. 1924.

## Opis
To je grmasta penjačica sa planina Sierra de Nipe u istočnoj Kubi.